# Pedro Passos
Pedro Luiz Barreiros Passos (São Paulo, 29 de junho 1951) é um empresário brasileiro Cofundador e copresidente do Conselho de Administração da Natura.
Desde 2013, preside o Conselho de Administração da Totvs.  É graduado em Engenharia de Produção pela Escola Politécnica da Universidade de São Paulo, com extensão em Administração de Empresas pela Fundação Getúlio Vargas. É presidente da Fundação SOS Mata Atlântica, é membro do conselho do Instituto Empreender Endeavor, do Instituto de Pesquisas Tecnológicas (IPT) e da Fundação Dom Cabral (FDC). Também faz parte do movimento 'Você Muda o Brasil', junto a outros empresários brasileiros como a Luiza Trajano.

## Biografia
Passos formou-se em engenharia de produção pela Escola Politécnica da Universidade de São Paulo (USP) e em administração pela Fundação Getulio Vargas. Ainda na faculdade, a partir de 1975, fez estágio em uma metalúrgica e depois trabalhou por dois anos na antiga Ferrovia Paulista, a Fepasa.
Após esse perído tabalhou em uma multinacional, quando foi convidado pelo amigo Guilherme Leal a se tornar sócio de uma empresa de cosméticos que pertencia a um pequeno grupo, essa era a Natura.
Em 1983 virou gerente da YGA, uma empresa que produzia e comercializa produtos de perfumaria e maquiagem com a marca L’arc en Ciel. Em 1988, no momento da fusão das cinco empresas que viriam a se tornar o “sistema Natura Brasil”, do qual a YGA fazia parte, tornou-se diretor-geral e administrador-chefe da nova empresa.
Posiciona-se politicamente e fala abertamente sobre as eleições brasileiras. Em 2022, fez duras críticas ao governo vigente e declarou apoio ao então candidado à presidência Luiz Inácio Lula da Silva.